# Battlelore
Battlelore je finská metalová hudební skupina, která se ve své tvorbě inspiruje knihami od J. R. R. Tolkiena. Jejich styl je kombinací Symphonic metalu, Folk metalu, Gothic metalu a Melodic Death metalu.

## Sestava

### Současní členové
- Kaisa Jouhki – ženský zpěv
- Tomi Mykkänen – mužský zpěv
- Jussi Rautio – kytara
- Jyri Vahvanen – kytara
- Maria – klávesy a flétna
- Timo Honkanen – baskytara
- Henri Vahvanen – bicí

### Bývalí členové
- Miika Kokkola – baskytara
- Patrik Mennander – zpěv
- Tommi Havo – zpěv a kytara
- Gorthaur – bicí

## Diskografie

### Studiová alba
- ...Where the Shadows Lie (2002)
- Sword's Song (2003)
- Third Age of the Sun (2005)
- Evernight (2007)
- The Last Alliance (2008)
- Doombound (2011)
- The Return of the Shadow (2022)

### Promo alba
- Warriors Tale (1999)
- Dark Fantasy (2000)

### DVD
- The Journey (2004)

### Videa
- "Journey to Undying Lands" (2002)
- "Storm of the Blades" (2005)
- "House of Heroes" (2007)
- "Third Immortal" (2008)